# 駒林広運

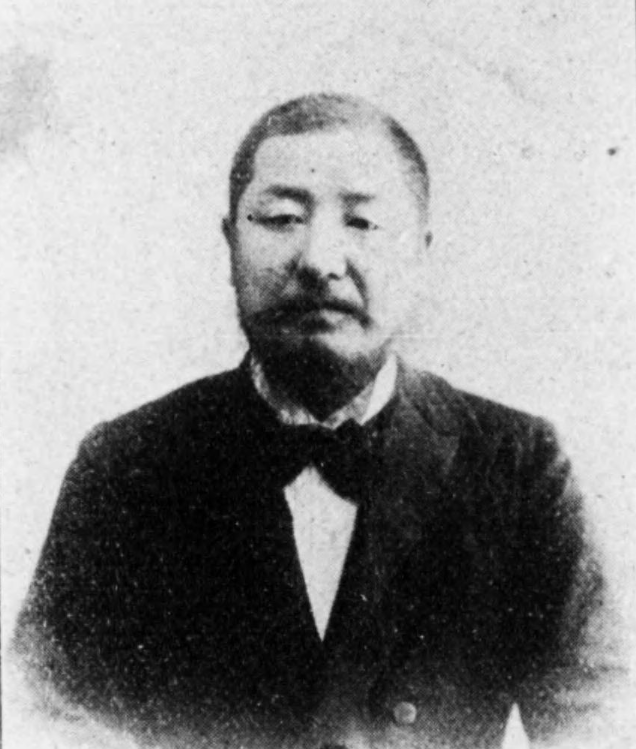
駒林広運

駒林 広運（こまばやし ひろゆき/こううん、1856年12月23日（安政3年11月26日） - 1935年（昭和10年）11月23日）は、明治から昭和時代初期の政治家、実業家。衆議院議員（5期）。

## 経歴
庄内藩士駒林広明の長子として出羽国田川郡鶴岡大海町（西田川郡鶴岡町を経て現鶴岡市）に生まれ、1875年（明治8年）8月、戸主となる。和漢学を修めたのち1879年（明治12年）3月、三等准訓導となったのち山形県会書記に転じた。1883年（明治16年）には同県会議員に当選し、1886年（明治19年）条約改正に反対を掲げ上京する。1890年（明治23年）7月、第1回衆議院議員総選挙に出馬し、当選。以後、1904年（明治37年）の第9回衆議院議員総選挙まで通算5回当選した。
その間、1899年（明治32年）には県会議長に推され加茂港改修などに尽力。衆議院議員時代には大同倶楽部を結成し、東北各県の連帯を強め、のち自由党から立憲政友会に移った。後年は実業界に入り、東京鉱業、明治公債、奥羽土功各取締役などを歴任した。1920年（大正9年）より東京荘内館評議員を務めた。東京で死去。墓所は品川妙光寺、鶴岡太春院。